# Edoardo Mascheroni
Edoardo Mascheroni (Milano, 4 settembre 1852 – Ghirla, 4 marzo 1941) è stato un direttore d'orchestra e compositore italiano, fratello di Angelo.

## La vita e l'opera

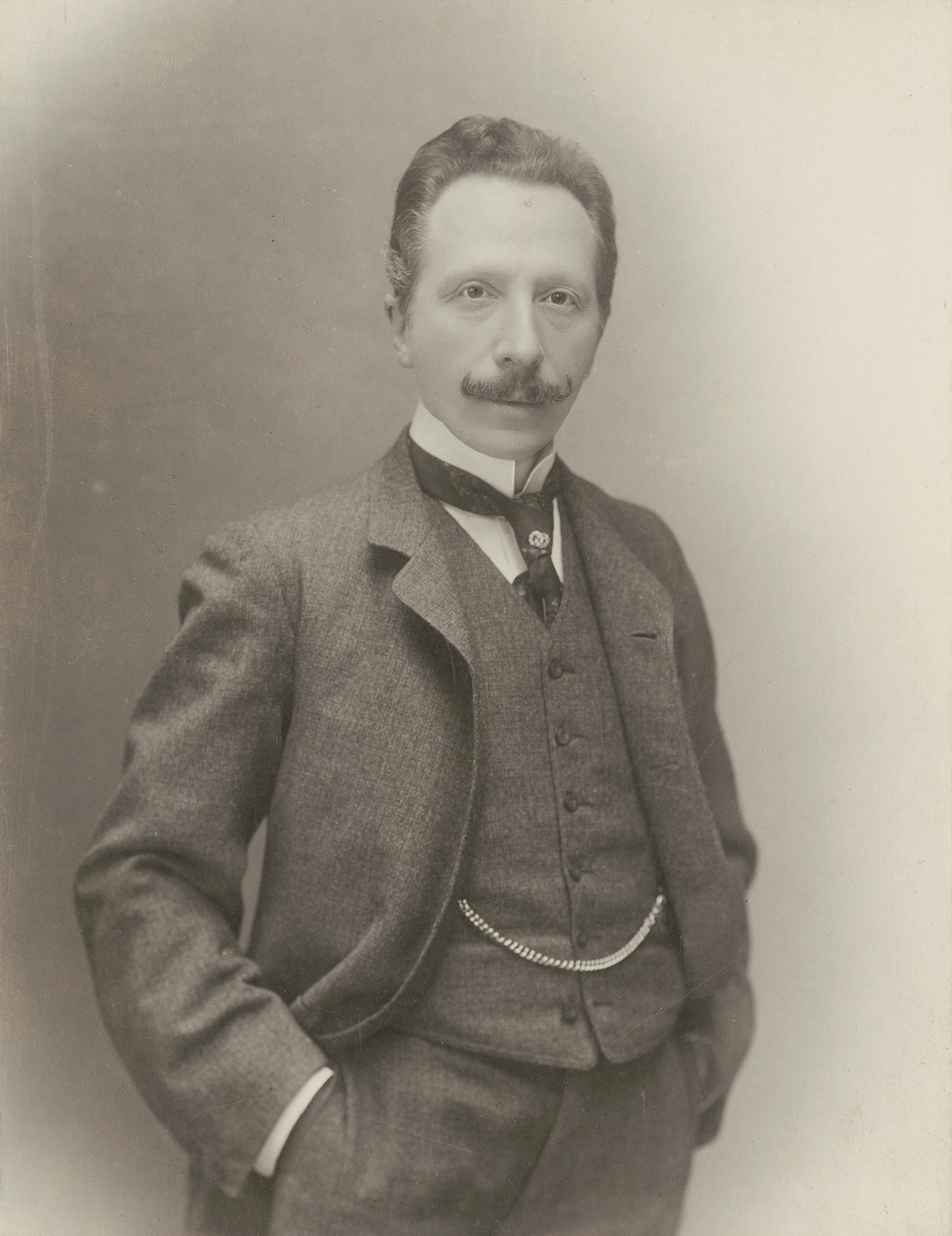
Ritratto di Edoardo Mascheroni, compositore (1852-1941). Foto di Ettore Pesce, Napoli, prima del 1941. Archivio Storico Ricordi

Debuttò nel 1880 a Brescia con Macbeth e, negli anni successivi, lavorò soprattutto a Roma dove, fra il 1884 e il 1889 diresse alcune prime rappresentazioni italiane, fra cui Fidelio di Beethoven e Olympie di Spontini. Sostenuto da Giuseppe Verdi, che lo stimava, ricevette l'incarico, nel 1891, di primo direttore del Teatro alla Scala di Milano dove fece conoscere per la prima volta al pubblico lombardo alcuni capolavori wagneriani: Tannhäuser, Il vascello fantasma e La Valchiria. Sempre sul podio scaligero diresse la prima rappresentazione assoluta de La Wally (1892) e di Falstaff (1893) che fu portata al successo da Mascheroni anche in Germania e Austria. Oltre che nei paesi di lingua tedesca Mascheroni fu particolarmente attivo, fra gli ultimi anni dell'Ottocento e i primi del Novecento, in Francia, Spagna e America Latina. Nel 1913 fu fra i promotori delle manifestazioni celebrative del centenario verdiano, cui partecipò come esecutore a Busseto.
Mascheroni fu apprezzato come direttore d'orchestra per il suo rigore filologico e la sua precisione. Ci ha lasciato due opere, entrambe su libretti di Luigi Illica, Lorenza (1901) e La perugina (1909) e alcune composizioni sacre e da camera.

## Opere

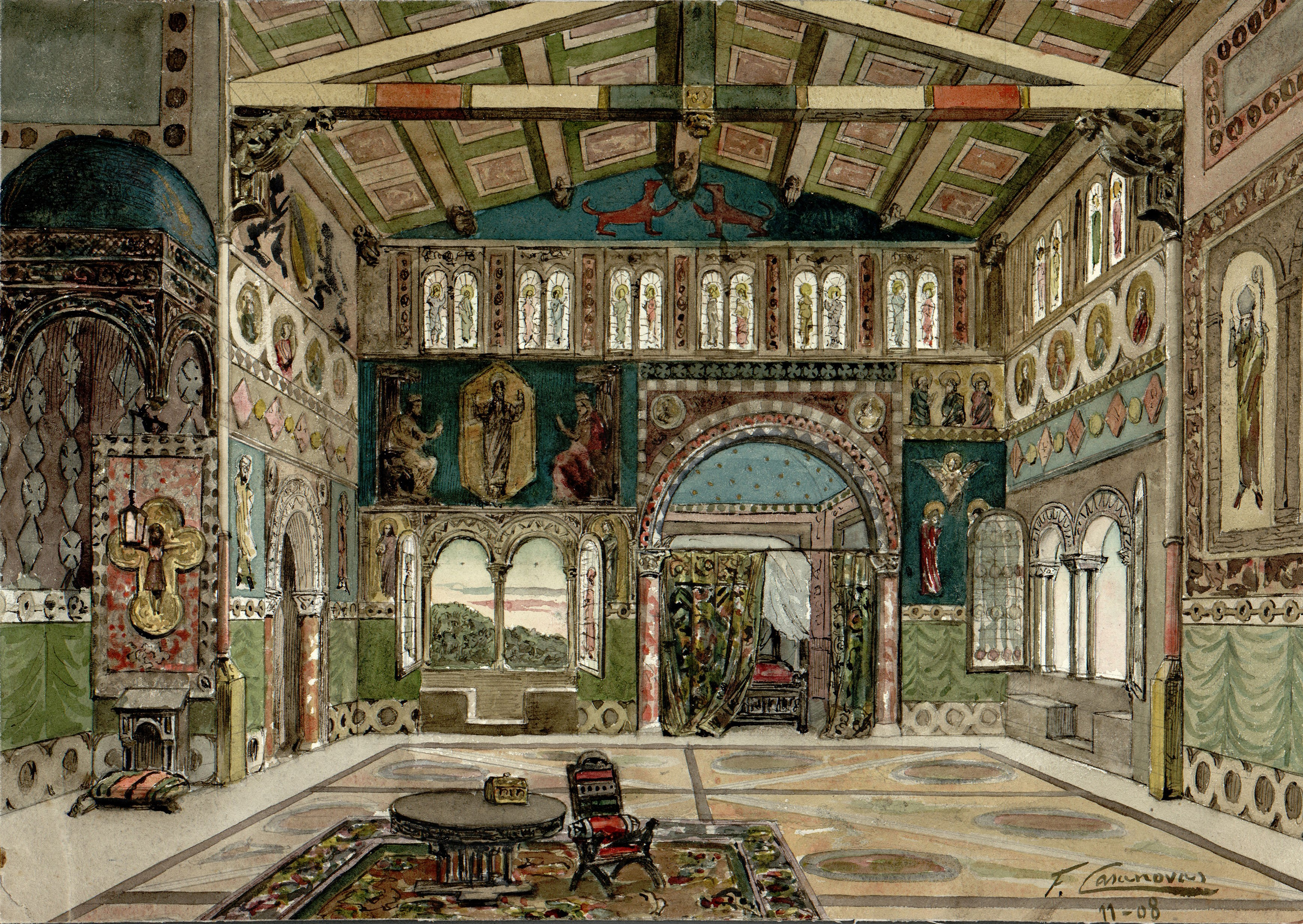
Interno di Castello Umbro, bozzetto per La perugina atto 3 (1908).
Archivio Storico Ricordi

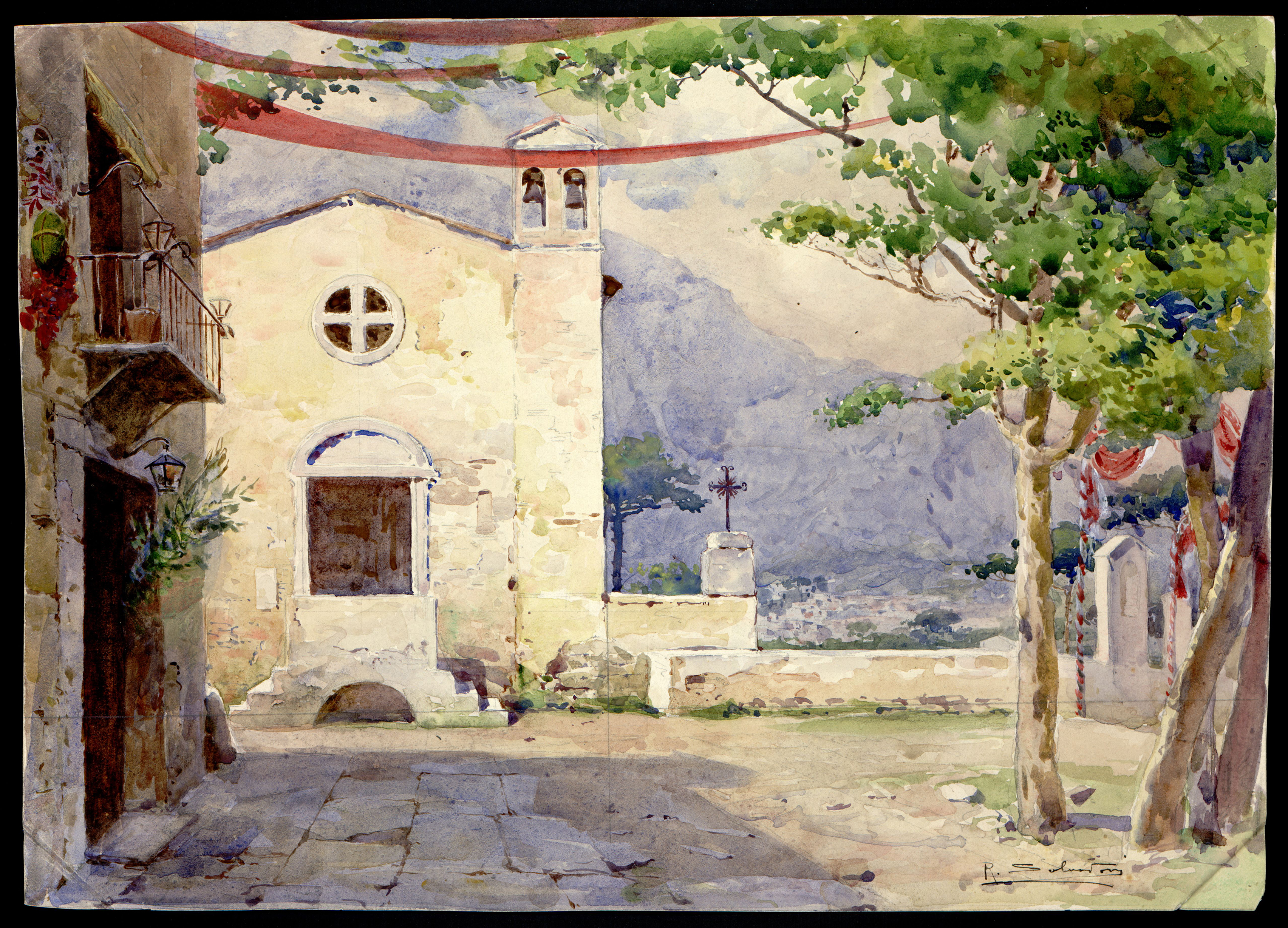
Largo piazzale avanti all'osteria di Nunziatella, bozzetto per Lorenza atto 2 (1901). Archivio Storico Ricordi

- Lorenza (Teatro Costanzi, Roma, 13 aprile 1901), dramma lirico in quattro atti su libretto di Luigi Illica
- La perugina (successo al Teatro San Carlo di Napoli, Napoli, 24 aprile 1909) con Carlo Galeffi, dramma in quattro atti su libretto di Luigi Illica